# Arhaism
În lingvistică, termenul arhaism [< fr  archaïsme < el  αρχαϊσμός (arhaismós) < ἀρχαῖος (arhaios) „vechi”] denumește un fapt de limbă învechit, ieșit din uzul comun, sau pe cale de dispariție în acesta, dar încă prezent în unele varietăți de limbă. Calitatea de arhaism se raportează la starea limbii comune la un moment dat al istoriei sale.
Termenul are și un sens mai restrâns: este arhaism și un fapt de limbă care în limba actuală este o excepție, dar într-un stadiu anterior al limbii nu era. Astfel este, de pildă, în limba maghiară, folosirea unui substantiv ca predicat verbal fără sufix formator de verbe: Minden reggel fagy „În fiecare dimineață este ger”.
Arhaismele sunt o consecință a modernizării vocabularului. Ele continuă să fie folosite în scrierile literare cu conținut istoric și în cele științifice de profil istoric, recunoscându-li-se valoarea artistică și având un rol stilistic esențial.

## Tipuri de arhaisme
Arhaismele se pot clasifica din mai multe puncte de vedere.

### După aspectul limbii
Arhaisme se găsesc în toate aspectele limbii. Astfel există arhaisme:
- fonetice, care constau într-un sunet sau un grup de sunete diferit față de varianta actuală a cuvântului:

ro  hitlean vs. viclean, îmbla vs. umbla;
fr  mol vs. mou „moale”: Quand le fruit est un peu mol „Când fructul este cam moale” (Henri de Montherlant);
ru  пиит (piit) vs. поэт (poet) „poet”;
hu  kokas vs. kakas „cocoș”;
- morfologice:

ro  pluralul în -e al substantivelor feminine, ex. inime vs. inimi, aripe vs. aripi;
fr  mai mult ca perfectul subjonctivului cu sens de condițional trecut: S’il eût accepté cette proposition de loi, il eût déclenché des réactions violentes vs S’il avait accepté cette proposition de loi, il aurait déclenché des réactions violentes „Dacă ar fi acceptat acest proiect de lege, ar fi declanșat reacții violente”;
hu  desinențele de condițional prezent, ex. adnók vs. adnánk „am da”;
- sintactice:

ro  posesorul exprimat prin substantiv la cazul dativ vs. la cazul genitiv: stăpân vieții mele vs. stăpân al vieții mele;
fr  topica complement direct + verb la infinitiv vs. verb + CD: sans coup férir „fără a da vreo lovitură” (literal „fără lovitură a lovi”) vs. sans dire un mot „fără a zice o vorbă”;
hu  folosirea unui substantiv ca predicat verbal, fără sufix formator de verbe: Minden reggel fagy „În fiecare dimineață este ger”;
- grafice, pronunțarea formei mai noi fiind aceeași:

fr  faulx vs. faux „fals”, poëte vs. poète „poet”;
hu  ts vs. cs (pronunțat precum c în ce, ci), ex. Rajtad mindent tsókolnék lit. „Aș săruta totul pe tine” (Sándor Weöres);
- lexicale care, la rândul lor, sunt de mai multe feluri.

Unele cuvinte sunt ieșite din uzul comun împreună cu realitatea dispărută pe care o denumeau. Unii lingviști le numesc istorisme, alții „arhaisme noționale”, iarăși alții nu le consideră arhaisme, ci numai istorisme. Astfel sunt denumiri de meserii, de funcții sociale etc. Exemple:
ro  pârcălab, caimacam, logofăt;
fr  haut-de-chausses (un fel de pantaloni bufanți);
en  hansom (tip de trăsură din secolul al XIX-lea);
ru  кафтан (kaftan) « caftan »;
hu  dézsma „dijmă”.
Sunt și arhaisme care denumesc realități actuale, dar sunt înlocuite cu alte cuvinte. Unii autori le consideră numai pe acestea arhaisme, iar împreună cu istorismele le numesc „cuvinte învechite”. Exemple:
ro  chezaș vs. garant, polcovnic vs. colonel;
fr  moult vs. beaucoup de „mult, -ă, mulți, multe”;
en  comradery vs. companionship „camaraderie”;
ru  сполох (spoloh) vs тревога (trevoga) „alarmă”;
hu  kaszab vs. mészáros „măcelar”.
Alte cuvinte sunt arhaisme semantice (de sens), adică denumeau altceva decât în limba actuală:
ro  rost – altădată „gură”, azi „menire, justificare”: „Ah, ce frumoase vorbe din rostul lui răsar” (George Coșbuc);
fr  être navré – altădată „a fi rănit”, azi „a-i părea rău”;
ru  позор (pozor) – altădată „spectacol, ceva de văzut”, azi „infamie”;
hu  marha – altădată „avere”, azi „vită”.
Unii autori stabilesc și o categorie a arhaismelor lexicale care devin ca atare numai prin schimbarea unui afix de derivare, precum un sufix, ex. ru  дружество (drujestvo) → дружба (drujba) „prietenie”, рыбарь (rîbar) → рыбак (rîbak) „pescar”.
Alți autori iau în seamă și categoria arhaismelor lexicale de formă, cuvinte care au suferit în cursul evoluției o schimbare fonetică alta decât o schimbare de sunet. Astfel sunt cuvinte care au devenit arhaisme prin:
- sincopă: győzedelem vs. győzelem „victorie”;
- apocopă: pediglen vs. pedig „iar; deși”;
- metateză: pök vs. köp „scuipă”.

### După gradul de învechire și de cunoaștere
Din acest punct de vedere sunt două categorii de arhaisme fără limite precise între ele:
- Unele sunt atât de vechi, încât vorbitorii nu le mai cunosc, și înțelegerea lor este posibilă numai prin explicații. Astfel sunt, de pildă, arhaismele noționale (istorismele) din epoci istorice foarte vechi.
- Sunt și arhaisme pe care vorbitorii le cunosc, dar le au numai în vocabularul pasiv. Dintre acestea unele sunt vechi, dar altele relativ nu prea vechi, precum cele specifice regimurilor politice schimbate după 1990, ex. hu  téesz „cooperativă de producție”[18], tanácselnök „președinte de sfat”[19][17].

Exemplele din urmă ilustrează faptul că unele arhaisme devin astfel în urma unor schimbări politico-sociale. Din motive asemănătoare, unele arhaisme își pierd această calitate prin reintrarea lor în vocabularul activ.
De exemplu, în timpul Statului Independent al Croației (1941-1945), în standardul croat au fost înlocuite cu neologisme create cuvinte care se găseau și în standardul sârbesc. După aceea au fost scoase din standard, dar când Croația a devenit independentă în 1991, au fost reluate. De pildă, oficial se folosește cuvântul vojarna „cazarmă” în loc de kasarna, sau časnik „ofițer” în loc de oficir.
În limba maghiară sunt cuvinte reintrate în vocabularul activ, de pildă în terminologia sociologiei (ex. középosztály „clasă de mijloc”) sau în cea a economiei, ex. piacgazdaság „economie de piață”.

### După sfera de circulație
Folosirea arhaismelor este limitată la anumite categorii de utilizatori ai limbii.
Unele arhaisme sunt folosite de generațiile în vârstă. Un exemplu în limba franceză este réacteur „reacționar” folosit în timpul Comunei din Paris de revoluționari mai în vârstă, cuvânt care a fost înlocuit de revoluționarii mai tineri cu réactionnaire și a devenit ulterior arhaism, total dispărut cu acest sens în secolul următor.
Alte arhaisme sunt raportate ca atare la registrul curent al varietății standard a limbii, deci sunt prezente în alte varietăți.
Cele mai multe arhaisme se păstrează în unele varietăți regionale ale limbilor. În acest sens, în lingvistica română se vorbește despre „graiuri arhaizante” și „graiuri inovatoare”. Cu cât o varietate regională este mai izolată, cu atât păstrează mai bine arhaismele. Există arhaisme în toate aspectele varietăților regionale.
- fonetice:

ro  văz vs. văd, să scoață (în graiul muntenesc) vs. să scoată , pâne (în graiul moldovenesc) vs. pâine ;
hu  ösmer vs. ismer „cunoaște”;
- morfologice:

fr  un horloge (masculin) la Rouen vs. une horloge (feminin) „un orologiu”;
hu  formele verbale de trecut íra, írt vala, írt volt (în graiurile din Țara Călatei) vs. írt „a scris, scria, scrise, scrisese”, singura formă de trecut rămasă în standard;
- sintactice:

ro  construcția cu infinitivul corespunzătoare construcției cu conjunctivul în nordul țării, ex. S-o dus a ara vs. S-a dus să are;
fr  aller à messe (nearticulat) în Valonia vs. aller à la messe (cu articol hotărât) „a merge la slujbă (religioasă)”;
- lexicale:

ro  arínă (în graiuri din vest) vs. nisip;
fr  souper în Elveția, Belgia, Québec etc. vs. dîner „cină”;
hu  aszú vs. száraz „uscat”.
Există arhaisme și în unele limbaje de specialitate. În franceză sunt de acest fel une espace (fem.) în limbajul tipografiei vs. un espace (masc.) „un spațiu” sau pronumele demonstrativ icelui în limbajul juridic vs. celui-ci „acesta”.

### După caracterul involuntar sau voluntar al folosirii
Arhaismele regionale nu sunt arhaisme în conștiința vorbitorilor de varietăți regionale care nu cunosc varietatea standard sau o cunosc, dar nu știu despre un fapt de limbă sau altul că nu este standard.
Tot în mod spontan sunt folosite unele cuvinte care sunt arhaisme numai fiind izolate, dar locuțiunile din care fac parte nu sunt arhaisme. Astfel sunt:
ro  brâncă „mână” în locuțiuni ca a da în brânci „a se omorî cu munca” sau pe brânci „pe coate”;
fr  férir „a lovi” în sans coup férir „fără a avea de luptat, fără a întâlni rezistență”.
ru  воздыхание (vozdîhanie) „suspin” în ни гласа ни воздыхания (ni glasa ni vozdîhania) „liniște mormântală” (lit. „niciun sunet, niciun suspin”).
hu  szer „ordine, rang” în se szeri, se száma „sunt o mulțime de” (lit. „nici rang, nici număr”).
Sunt folosite în mod voluntar arhaismele din limbajele de specialitate, precum cele franceze amintite mai sus. În această categorie intră și arhaismele noționale folosite în oricare limbă, în lucrările de istorie.
Un loc aparte printre arhaismele folosite în mod conștient îl au cele cu valoare stilistică, de evocare a unor vremuri trecute, mai ales în opere literare cum sunt romanele istorice. Și acestea sunt devieri de la varietatea standard a limbii.
În literatura română se pot aminti exemple din opere ale lui Mihail Sadoveanu: În fața lor muții și hadâmbii („eunucii”) au adus îndată pe mireasă acoperită cu hobot („văl de mireasă”).
Exemplu în franceză: Au moment même qu’il naissait, le feu prit à la maison. Dans le remue-ménage, on renversa sur l’enfaçon un pot de crème „Tocmai atunci când se năștea, casa luă foc. În harababura iscată fu vărsată peste copilaș o oală de smântână”.
Nu numai în literatură se găsesc arhaisme cu valoare stilistică, ci, de pildă în franceză, și în registrul elevat, cu intenție glumeață sau ironică, precum adverbul moult vs. beaucoup de „mult, -ă, mulți, multe”, sau verbul occire vs. tuer „a ucide”.
Unele arhaisme sunt regionale, folosite de vorbitorii din regiunea respectivă, deci involuntare, și în același timp stilistice, deci voite, când sunt folosite de literați, în primul rând pentru a da culoare locală unor opere a căror acțiune se petrece în mediul din regiunea respectivă, de pildă, în literatura maghiară, megyen vs. megy „merge”, lyány vs. lány „fată”. În franceză, astfel este locuțiunea prepozițională avant que de vs. avant de „înainte de a” prezentă la sătenii din Île-de-France și din regiunea Orléans-ului, folosită și de scriitori care imită clasici.